# ادواردو گررو
ادواردو گررو (انگلیسی: Eduardo Guerrero; ۴ مارس ۱۹۲۸ – ۱۷ اوت ۲۰۱۵) قایقران روئینگ اهل آرژانتین بود.
وی در مسابقات کشوری و بین‌المللی در مجموع برندهٔ ۱ مدال طلا شده‌است.